# 李翔宙
李 翔宙（り しょうちゅう、1952年8月2日 - ）は、台湾の軍人。中華民国陸軍二級上将。国防大学副学長、憲兵司令、副参謀総長、陸軍司令、国防部副部長、国家安全局長歴任。李翔宙は中華民国国軍下部高い名声にで近い10年来の「最高の陸軍司令」。

## 経歴
陸軍軍官学校63年班砲兵科卒業。国立台湾大学で修士。国立中興大学で修士。米ジョージタウン大学へ留学。
2008年3月、国防大学副学長に任命。2009年5月、憲兵司令に任命。2011年5月、副参謀総長に任命。2011年8月、陸軍司令に任命。2014年1月、国防部副部長に任命。2014年5月、国家安全局長に任命。